# 晶赛科技
安徽晶赛科技股份有限公司（英語：Anhui Jing Sai Technology Co.,Ltd；北交所：871981，简称：晶赛科技），是中国北京证券交易所的一家上市公司，主要从事石英晶振及封装材料的设计、研发、生产及销售。
公司前身为2005年成立的铜陵市晶赛电子有限责任公司，由自然人侯诗益、朱国锋、张帮岭共同投资组建。2016年整体变更为股份公司并更为现名。2017年8月在新三板挂牌，2021年11月15日在北京证券交易所上市。
2022年，公司实现营业收入3.87亿元，同比下降18.45%；实现净利润4314.04万元，同比下降34.13%。